# Яманота
Ямано́та (нидерл. Jamanota) (188 м) — самая высокая вершина Арубы, видна с любой точки острова.
Возвышенность расположена на территории национального парка Арикок. Благодаря естественному барьеру в виде Яманоты и холма Арикок микроклиматические условия национального парка защищены от постоянных северо-восточных ветров.
На Яманоте часто встречаются дикие козы и ослы, также достаточно известны местные попугаи. Панорама с вершины включает «французскую тропу» на южном побережье, где индейцы защищали остров от французов.